# 炎の祭典
炎の祭典（ほのおのさいてん）は、愛知県豊橋市で行われる手筒花火の観光イベントである。

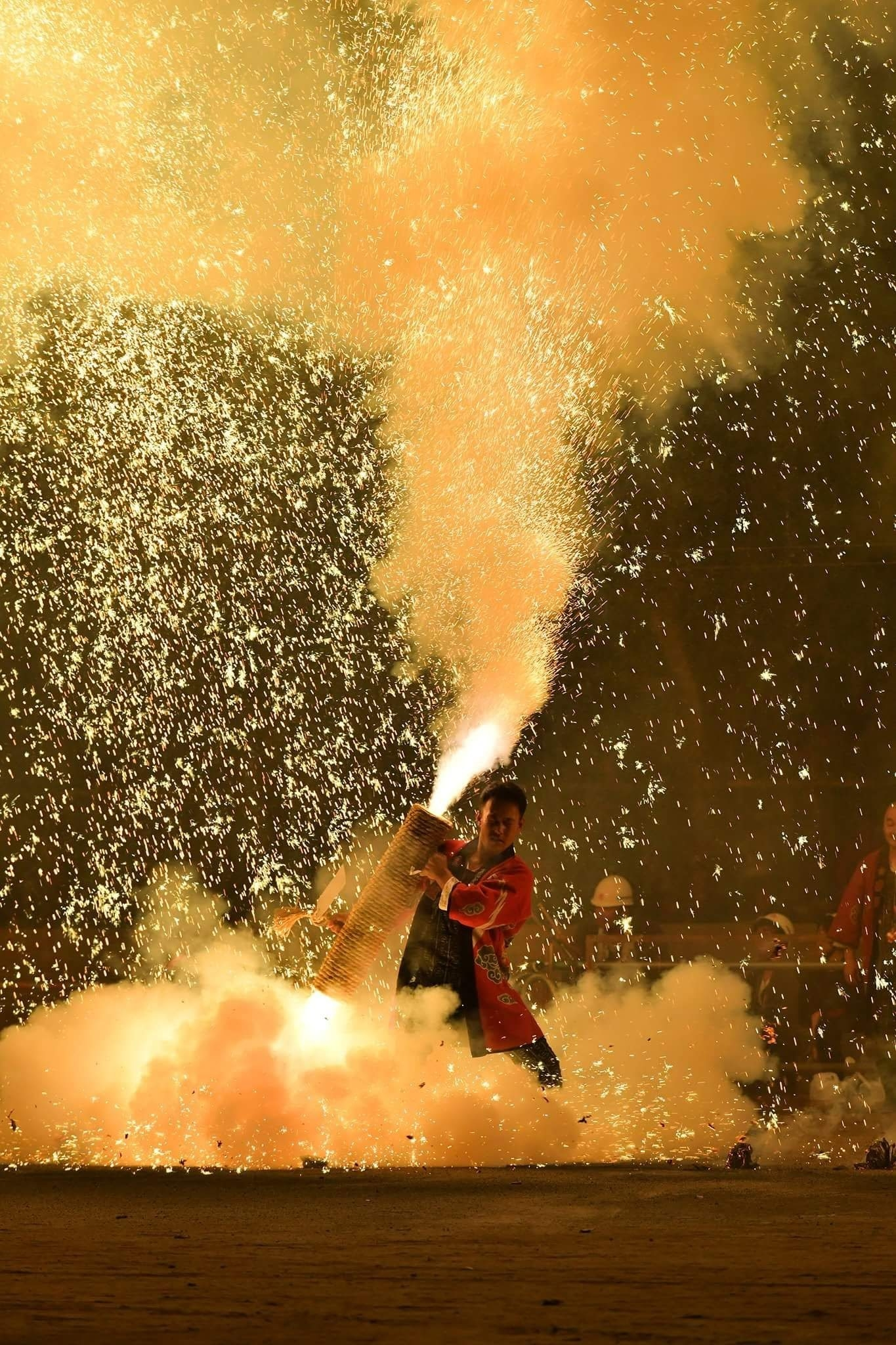
手筒花火の放揚

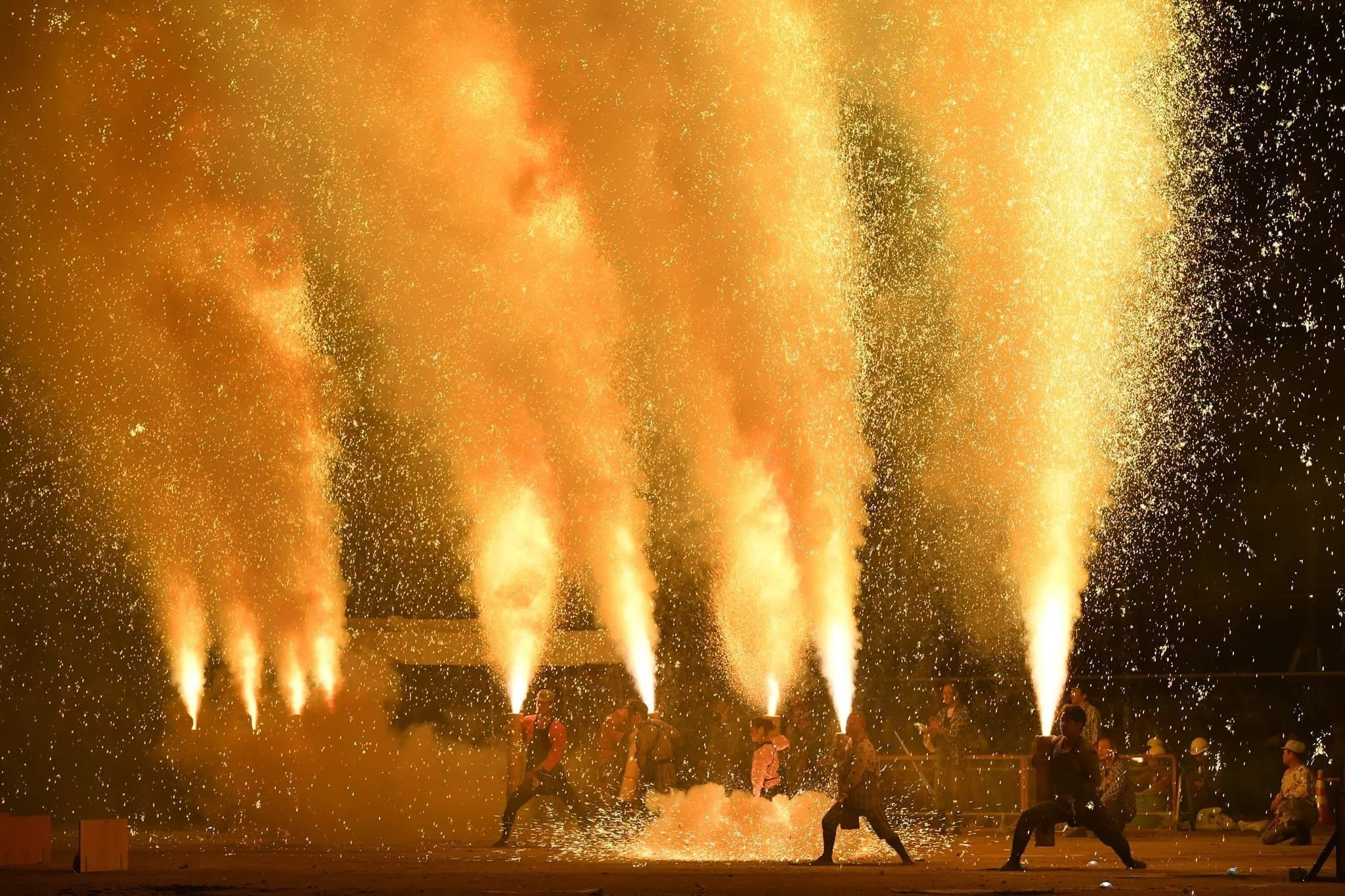
一斉揚げの様子

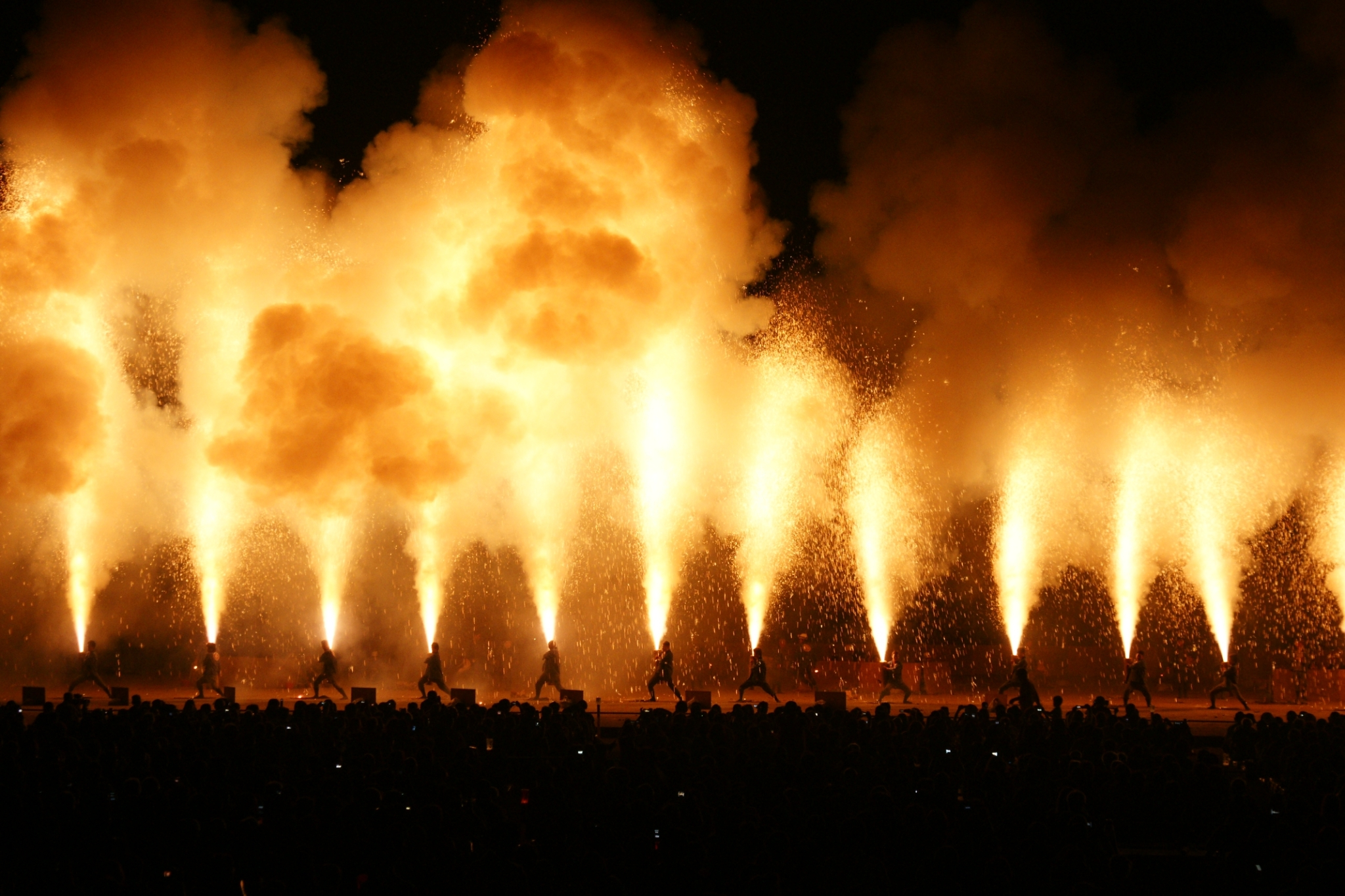
一斉揚げの様子

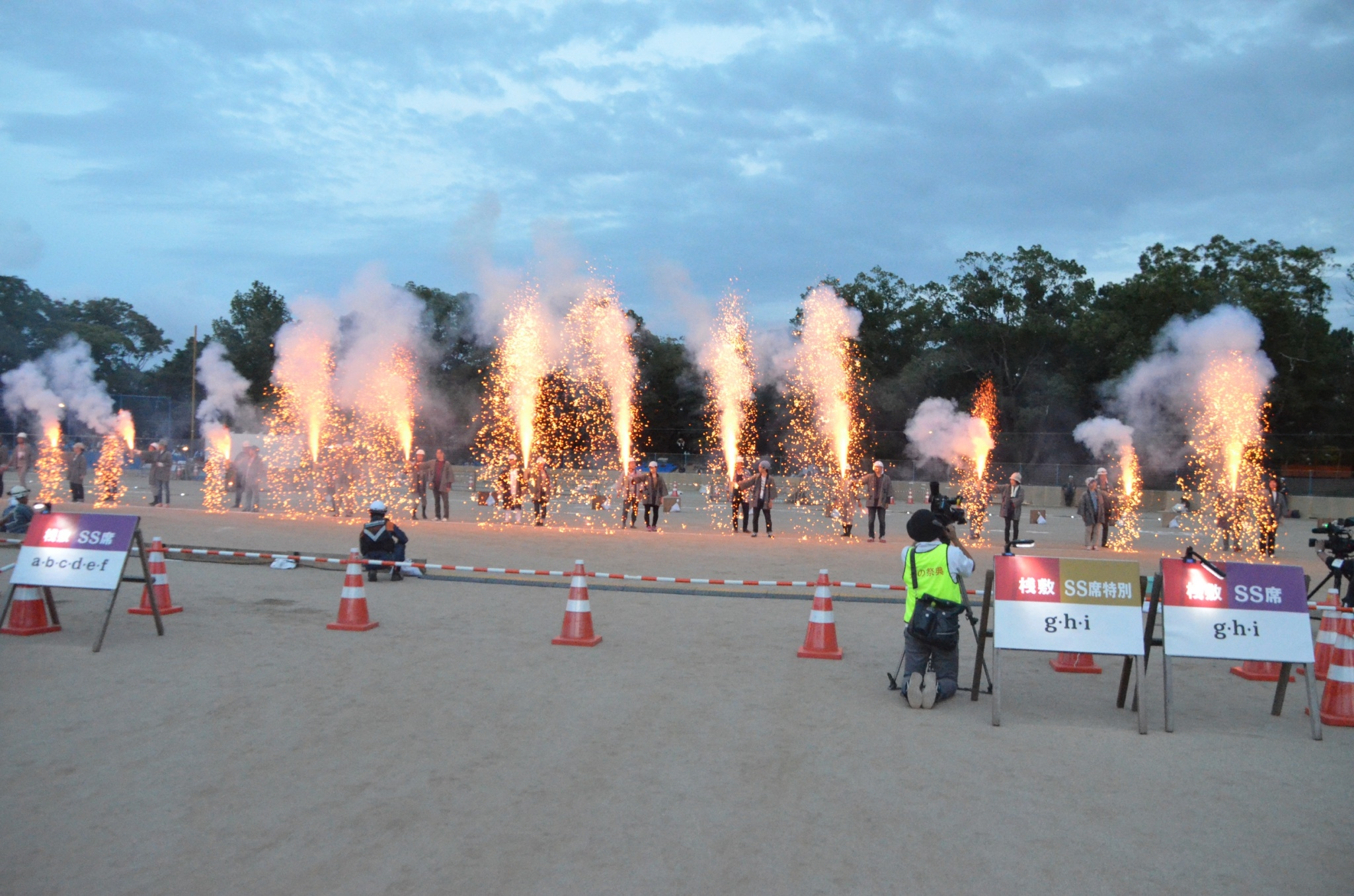
第20回(2015年)を記念して行われたミニ手筒（ヨウカン）一斉揚げ

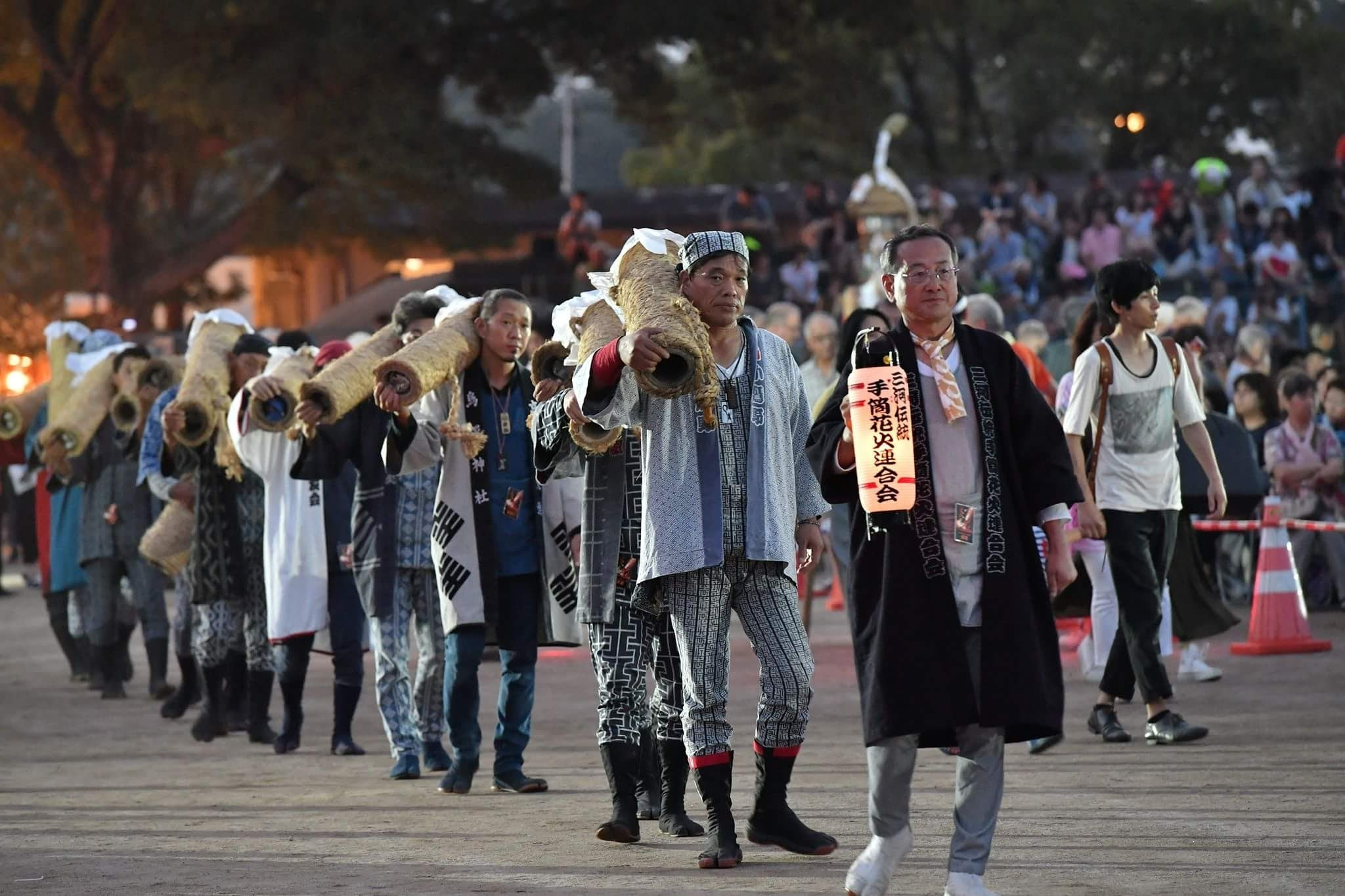
手筒花火入場の様子

## 公式動画
- Mikawa's traditional Handheld Fireworks in 4K　豊橋・炎の祭典
- 【8K】第25回炎の祭典～豊橋から全国へ手筒花火でエール～＃1
- 第25回炎の祭典～豊橋から全国へ手筒花火でエール～#spinoff

## 概要
- 概ね毎年9月の第2土曜日に、豊橋公園内、豊橋球場で行われる。

- 第23回（2018年)までは、ステージイベントを中心とした昼の部と、手筒花火の放揚を中心とした夜の部（炎の舞）とに分かれて開催された。

- 第24回（2019年）は内容や座席配置が大きく見直され、炎の舞を中心として、土・日の2日間開催となった。

- 第25回（2020 年）は新型コロナウイルス感染拡大防止の為、日程を11月3日に変更し、「豊橋から全国へ手筒花火でエール」とのテーマをもとに、特別企画として感染対策をしたうえで無観客関係者のみで特別放揚が行われた。

- 主催は炎の祭典実行委員会。同委員会は、豊橋市、豊橋商工会議所、豊橋商工会議所青年部、三河伝統手筒花火連合会、（一社）豊橋観光コンベンション協会で構成される。

## 歴史
- 江戸時代より伝統的に行われている東三河地方と遠州地方独自の手筒花火をまちの観光資源にしようと、1996年に豊橋市制施行90周年記念事業の一環として豊橋商工会議所青年部が立ち上げた手筒花火イベントである。

- 1995年より準備委員会が発足し、1996年9月14日に第1回を実施。
- 当初1回のみの開催予定であったが、予想を上回る好評につき、現在まで毎年開催されるに至った。
- 会場は、豊橋公園内豊橋球場及び周辺一帯としているが、第２回のみ豊橋公園改修のため豊橋競輪場で取り行われている。

## 内容

### 昼の部
- 会場の盛り上げを目的として、ステージイベントや模擬店を中心に豊橋商工会議所青年部の企画により開催される。
- また、途中から、手筒花火が放揚される夜の部（炎の舞）を豊橋市民にも広く知ってもらうために、長縄跳び大会など市民参加型のイベントも行われている。
- 近年は、ミニ手筒（ヨウカン）作り体験やバーチャル手筒花火放揚体験など、より手筒花火に親しんでもらうことを目的とした体験ブースも好評である。
- 第１回（1996年）は豊橋市役所仮庁舎前西広場、第2回（1997年）は豊橋競輪場、第3回（1998年）から第23回（2018年）までは豊橋公園改修後の芝生広場を会場として取り行われた。
- 2日間開催となった第24回（2019年）は、昼の部から「手筒楽市」に形を変え、炎の舞が行われる豊橋球場内を会場として入場者のみを対象として開催された。

### 夜の部（炎の舞）
- 豊橋市内の各神社につくられた手筒花火を放揚する団体（奉賛会等）が、心意気と揚げ方・持ち方の技を競い、手筒花火総数200本以上を放揚する。
- 単に手筒花火を放揚するだけでなく、音楽やレーザ光線を融合させた演出も取り入れられている。
- 目玉の一つとして、手筒花火を20本前後一斉に放揚する一斉揚げが行われる（通常の各神社の祭礼では2・3本程度）。
- クライマックスでは、台物と呼ばれる大筒花火の乗った神輿が会場内を練り歩き、最後に大筒花火の放揚が行われる。神輿が会場内を練り歩く姿は圧巻である。
- その他、ヨウカン手筒花火（片手で持ってあげるミニ手筒花火）や綱火や火車や仕掛け花火、スターマインなど様々な仕掛けが用意されている。
- 第25回(2020年)は、無観客開催となったこともあり、手筒花火には、神事として「無病息災」「悪疫退散」の願を込めて放揚された経緯があることから、豊橋から全国47都道府県の人々の「無病息災」、「悪疫退散」することを願い、手筒花火を合計47本放揚した。その様子は、ドローン・バギー を使用して特殊撮影され、8K動画で編集し、豊橋商工会議所青年部のYouTubeチャンネルに公開された[1]。

#### 炎の舞の進行
第23回(2018年)の炎の舞は、以下の内容で開催された。
| 時間  | 進行                          | 出演者                                                 | 内容                                                                                           |
| ----- | ----------------------------- | ------------------------------------------------------ | ---------------------------------------------------------------------------------------------- |
| 18:00 | 歓迎の儀                      | 市長、議長、会頭、 実行委員長、連合会長＆副会長 DOEE   |                                                                                                |
| 18:10 | 一の花火                      | 三河伝統手筒花火連合会                                 | 手筒花火×１３本（連合会参加団体、各１本×１３団体）                                             |
| 18:20 | 和太鼓－１                    | 志多ら                                                 | 和太鼓演奏（神馬）                                                                             |
| 18:25 | 仕掛花火                      | 三河伝統手筒花火連合会                                 |                                                                                                |
| 18:28 | 打ち上げ花火                  |                                                        |                                                                                                |
| 18:29 | 手筒花火－１                  | 椙本八幡社綱火保存会                                   | 椙本・・２０本×１回＝２０本                                                                    |
| 18:32 | 手筒花火－２                  | 中郷神社連合会                                         | 中郷・・１３本×１回＝１３本                                                                    |
| 18:35 | 手筒花火－３                  | 東田神明宮奉煙会                                       | 東田・・２０本×１回＝２０本                                                                    |
| 18:39 | 手筒花火－４                  | 小鷹野まつり振興会                                     | 小鷹野・２０本×１回＝２０本                                                                    |
| 18:43 | 和太鼓－２ 和太鼓と綱火の競演 | 志多ら 和田つな火保存会                                | 和太鼓演奏（煮渕）                                                                             |
| 18:48 | 手筒花火－５                  | 幸校区花火愛好会 吉田方炎舞会                          | ●２団体一斉揚げ（計１９本） 幸・・・１３本×１回＝１３本 吉田方・・６本×１回＝ ６本             |
| 18:52 | 手筒花火－６                  | 羽田八幡宮煙火有志会                                   | 羽田・・１６本×１回＝１６本 羽田・・１６本×１回＝１６本 羽田・・１６本×１回＝１６本 合計４８本 |
| 19:01 | 和太鼓－３ 伝統芸能           | 志多ら                                                 |                                                                                                |
| 19:06 | 仕掛花火                      | 幸、椙本八幡社、岩田                                   | 火車＆トルネード                                                                               |
| 19:09 | 打ち上げ花火                  |                                                        |                                                                                                |
| 19:15 | 手筒花火－７                  | 下地赤心社煙火保存会                                   | 下地・・２０本×１回＝２０本                                                                    |
| 19:18 | 和太鼓－４                    | 志多ら                                                 | 和太鼓演奏（岩山の鼓動）                                                                       |
| 19:21 | 手筒花火－８                  | 豊橋祇園祭奉賛会                                       | 奉賛会・・２３本×１回＝２３本                                                                  |
| 19:24 | 手筒花火－９                  | 岩田煙友会 高師煙火友志連                              | ●２団体一斉揚げ（計１９本） 岩田・・・・６本×１回＝ ６本 高師・・・１３本×１回＝１３本         |
| 19:29 | 手筒花火－10                  | 橋良奉煙会 芦原校区煙火会                              | ●２団体一斉揚げ（計１２本） 橋良・・・６本×１回＝ ６本 芦原・・・６本×１回＝ ６本              |
| 19:32 | 打ち上げ花火                  |                                                        |                                                                                                |
| 19:33 | 和太鼓－５                    | 志多ら                                                 | 和太鼓演奏（蒼の大地）                                                                         |
| 19:37 | 和太鼓と 台物練りこみ の競演  | 志多ら                                                 |                                                                                                |
| 19:43 | 大筒降込み                    | 羽田八幡宮煙火有志 小鷹野まつり振興会 東田神明宮奉煙会 | 大筒×３台                                                                                      |
| 19:48 | 乱玉降込み                    | 吉田方炎舞連 下地赤心社煙火保存会                      | 乱玉×２台                                                                                      |
| 19:53 | 打ち上げ花火                  |                                                        |                                                                                                |
| 19:54 | 閉会                          |                                                        |                                                                                                |
| 19:57 | 打ち上げ花火                  |                                                        | 4・5号スターマイン                                                                             |
| 19:58 | 和太鼓－6 お見送り            | 志多ら 連合会代表者                                    | 和太鼓演奏                                                                                     |

二日間に亘り開催された第24回(2019年)の炎の舞は、以下の内容で行われた。
（１日目）
| 時間  | 進行         | 出演者                                       | 内容                                                            |
| ----- | ------------ | -------------------------------------------- | --------------------------------------------------------------- |
| 18:20 | 歓迎の儀     | 市長、議長、会頭、 実行委員長、連合会長 DOEE |                                                                 |
| 18:29 | 開演合図     |                                              | 雷（5個）                                                       |
| 18:30 | 手筒花火－１ | 椙本八幡社綱火保存会                         | 椙本・・１８本                                                  |
| 18:35 | 手筒花火－２ | 岩田煙友会 吉田方炎舞連                      | ●２団体一斉揚げ（計：１２本） 岩田・・・・６本 吉田方・・・６本 |
| 18:40 | 手筒花火－３ | 幸校区花火愛好会                             | 幸・・・・１２本                                                |
| 18:45 | 綱火         | 椙本八幡社綱火保存会                         |                                                                 |
| 18:53 | 打ち上げ花火 | 中国花火                                     |                                                                 |
| 18:55 | 手筒花火－４ | 東田神明宮奉煙会                             | 東田・・・１８本                                                |
| 19:00 | 手筒花火－５ | 下地赤心社煙火保存会                         | 下地・・・１８本                                                |
| 19:05 | 仕掛花火     | 幸、椙本八幡社、岩田                         | 火車＆トルネード＋裏打ち                                        |
| 19:10 | 火車片付け   | 幸、椙本八幡社、岩田                         |                                                                 |
| 19:15 | 手筒花火－６ | 豊橋祇園祭奉賛会                             | 奉賛会・・１８本                                                |
| 19:20 | 台物（大筒） | 東田、下地                                   | 大筒×２台                                                       |
| 19:35 | 打ち上げ花火 |                                              |                                                                 |
| 19:37 | 閉会         |                                              |                                                                 |

（２日目）
| 時間  | 進行         | 出演者                                               | 内容                                                            |
| ----- | ------------ | ---------------------------------------------------- | --------------------------------------------------------------- |
| 18:20 | 歓迎の儀     | 市長、議長、会頭、 実行委員長、連合会長＆副会長 DOEE |                                                                 |
| 18:29 | 開演合図     |                                                      | 雷（5個）                                                       |
| 18:30 | 手筒花火－１ | 芦原・橋良                                           | ●２団体一斉揚げ（計：１２本） 芦原・・・・６本 橋良・・・・６本 |
| 18:35 | 手筒花火－２ | 中郷神社連合会                                       | 中郷・・・１２本                                                |
| 18:40 | 打ち上げ花火 | 中国花火等                                           |                                                                 |
| 18:41 | 手筒花火－３ | 小鷹野まつり振興会                                   | 小鷹野・・１８本                                                |
| 18:45 | 手筒花火－４ | 高師煙火有志連                                       | 高師・・・１２本                                                |
| 18:50 | 仕掛花火     | 三河伝統手筒花火連合会 橋良奉煙会                    | 額字花火 火車 裏打ち                                            |
| 19:00 | 手筒花火－５ | 羽田八幡宮煙火有志会                                 | 羽田・・・１２本                                                |
| 19:05 | 手筒花火－６ | 羽田八幡宮煙火有志会                                 | 羽田・・・１２本                                                |
| 19:10 | 手筒花火－７ | 羽田八幡宮煙火有志会                                 | 羽田・・・１８本                                                |
| 19:15 | 台物（大筒） | 小鷹野、羽田、中郷                                   | 大筒×３台                                                       |
| 19:25 | 打ち上げ花火 |                                                      |                                                                 |
| 19:27 | 閉会         |                                                      |                                                                 |

## 会場への交通アクセス
- 豊橋鉄道東田本線の豊橋公園前停留場下車、徒歩約5分。
- 会場には駐車場はない。

## 三河伝統手筒花火連合会
豊橋市内各地で行われている氏神に奉納する神事であった手筒花火を放揚しているお祭り14団体に働きかけ三河伝統手筒花火連合会を結成。夜の部プログラム構成、煙火管理者や当日の手筒花火放揚者として炎の祭典の主役を担っている。
現在の参加団体は下記の通り（50音順）。
- 芦原校区煙火同好会 芦原連十雷
- 東田神明宮奉煙会
- 岩田煙友会
- 小鷹野まつり振興会
- 下地校区煙火保存会
- 椙本八幡社綱火保存会
- 高師煙火有志連
- 豊橋祇園祭奉賛会
- 中郷神社連合会
- 橋良奉煙会
- 羽田八幡宮煙火有志会
- 幸花火愛好会
- 吉田方煙舞連

## 霜月の舞・弥生の舞（吉田城址放揚）
2019年より、観光シーズンに元々各神社の祭礼である手筒花火の臨場感をより近くに感じてもらおうと、11月後半に霜月の舞、翌年3月後半に弥生の舞として、豊橋公園吉田城址鉄櫓（くろがねやぐら）前の本丸広場にて、手筒花火数本とヨウカン手筒花火数本の放揚を行っている。

## その他
- 東海テレビ番組「SKE48は君と歌いたい」に豊橋商工会議所青年部として出演し、第25回炎の祭典～豊橋から全国へ手筒花火でエール～のイベント主旨説明をし、NHK朝の連続テレビ小説「エール」の主題歌であるGReeeeNの「星影のエール」を豊橋商工会議所屋上で収録をした。
- 4K･VR徳島映画祭2021にて、第25回炎の祭典で撮影した8K映像が、特別賞である徳島県知事賞を受賞した。

　  4K・VR徳島映画祭2021 授賞式（48分30秒～52分30秒）